# Vlčtejn (hrad)
Vlčtejn (též Vilštejn či Vildštejn) je zřícenina hradu v obci Vlčtejn severozápadně od Blovic v okrese Plzeň-jih. Od roku 1963 je chráněn jako kulturní památka.

## Dějiny
Koncem 13. století byl majitelem hradu Holen z Vlčtejna, přívrženec Záviše z Falkenštejna. V první polovině 14. století byli majiteli již Rožmberkové, kteří původní dřevěný hrad přestavěli do dnešní podoby. Na hradě sídlil purkrabí, který spravoval rožmberský majetek. Roku 1421 hrad ovládl Jan Žižka při své cestě na Plzeňsko, purkrabím byl ustanoven Vilém Kostka z Postupic. Po bitvě u Lipan (1434) byl purkrabím Svojše ze Zahrádky. Ale už od roku 1446 byl majitelem hradu Bedřich z Donína, stoupenec poděbradské jednoty, a proto si Jiří z Poděbrad vybral hrad Vlčtejn pro schůzku se strakonickou jednotou, poraženou 4. června 1450 v bitvě u Rokycan. Na hradě se sešli 9. června a 11. června zde uzavřeli smlouvu známou jako vlčtejnská (či vildštejnská).
Vlčtejn koupil Jan Varlejch z Bubna (1514–1525)[ujasnit] s městečkem Blovice, ale zároveň jako majitel vystupuje Jan z Roupova, který od Bedřicha z Donína koupil Spálené Poříčí a Žákavu. Syn Jana z Roupova Kryštof prodal Vlčtejn Janu Hradišťskému z Hořovic. Jeho dcera Markéta Karlova z Hořovic vlastnila i blízké Hradiště u Blovic a oba statky spojila. Manžel Markéty Karlovy z Hořovic, Petr Tobiáš Karel ze Svárova, hlasoval pro Fridricha Falckého jako českého krále, a proto po bitvě na Bílé Hoře mu byl hradišťánský statek zkonfiskován, ale pak byl vrácen jeho synům. Po jejich smrti získal statek Maxmilián Rudolf z Gutštejna, manžel zemřelé dcery Kryštofa Rudolfa. Nový majitel neměl potomky, a tak statky získala jeho vdova Polyxena Kateřina Vratislavová z Mitrovic, jež se znovu provdala za Jana Josefa z Újezda. Po vymření rodu získali Hradiště a Vlčtejn Krakovští z Krakova. Roku 1872 přešel majetek do držení rodu Pálffyů.

## Galerie

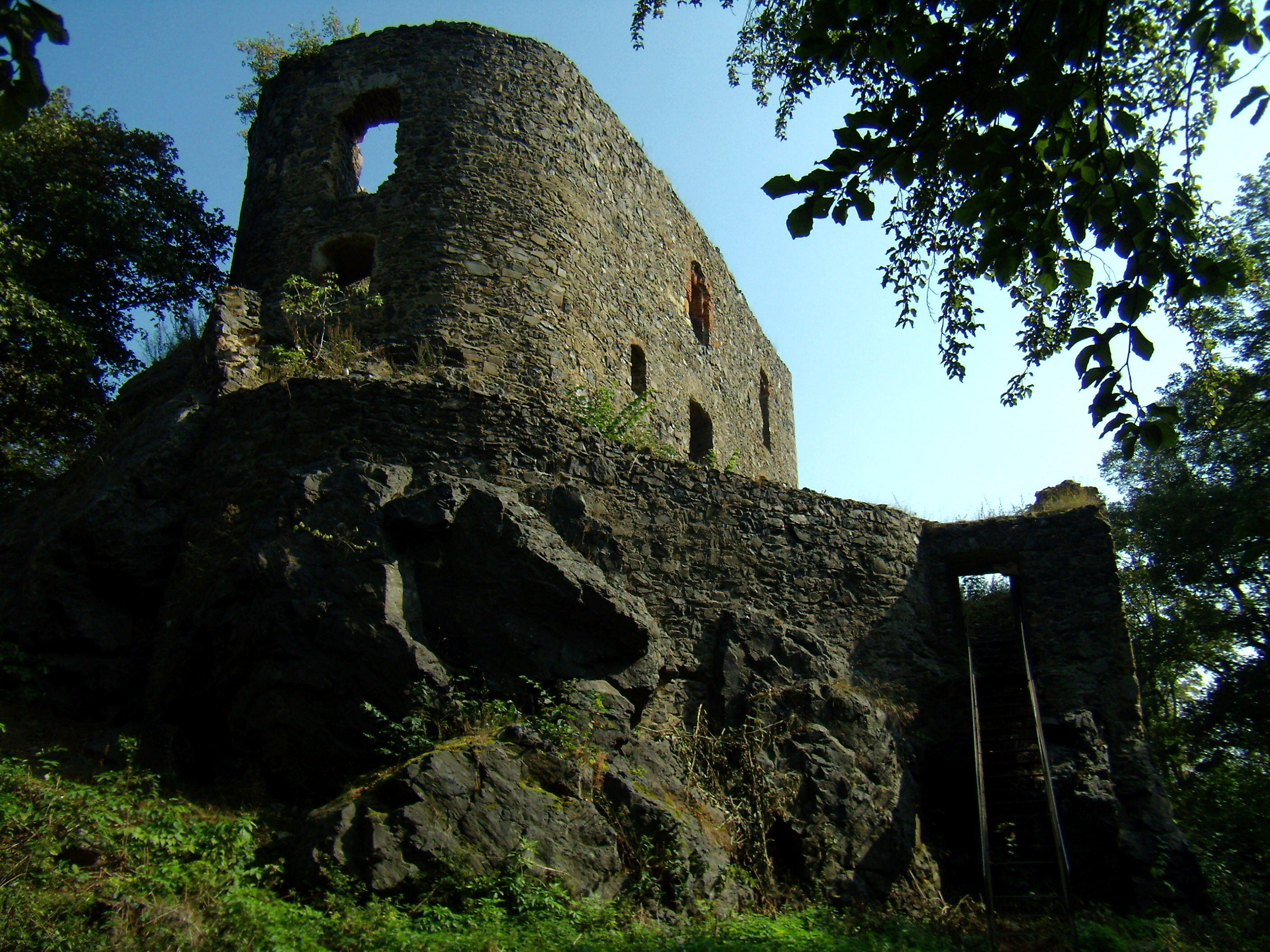
Vlčtejn
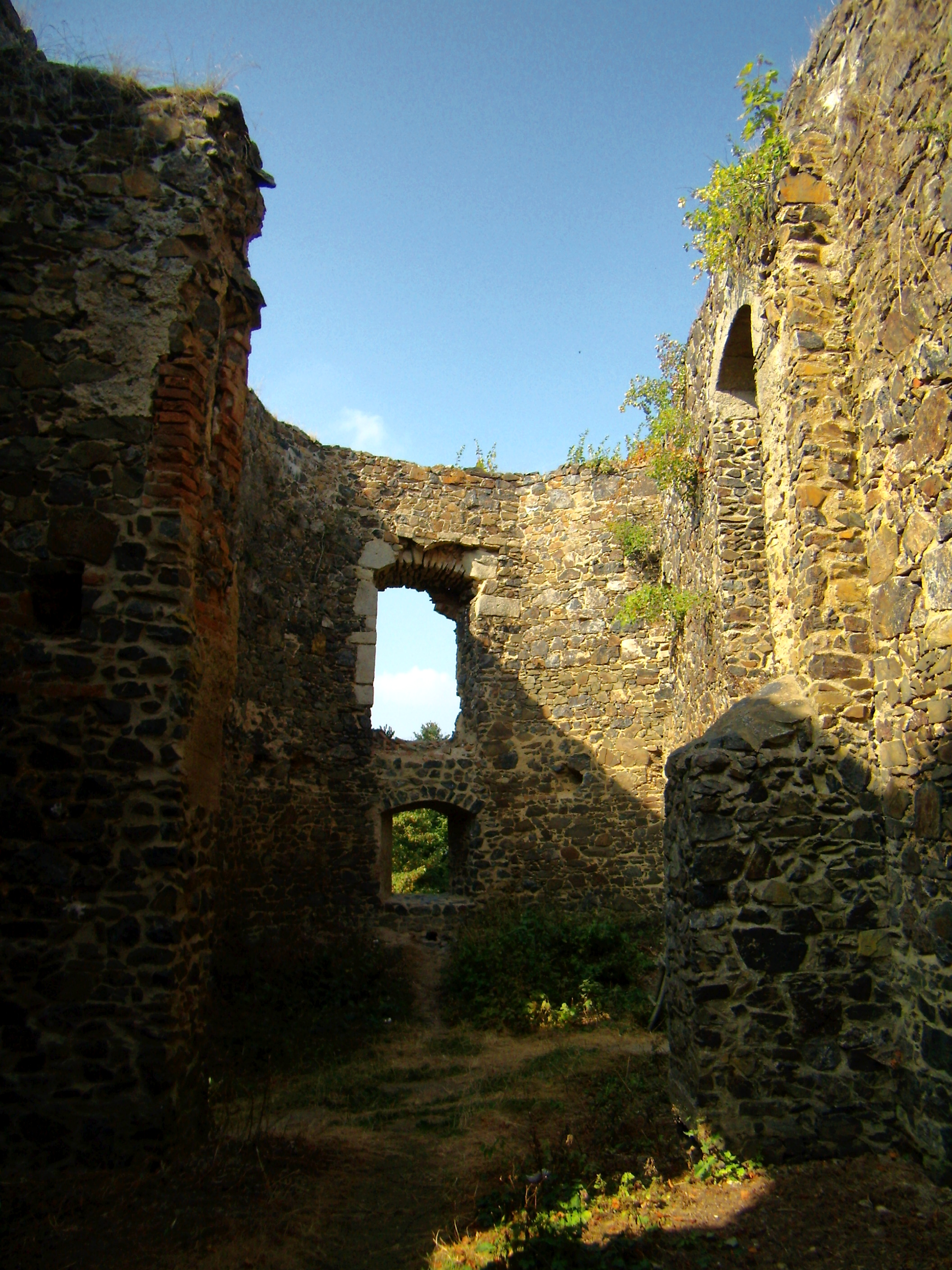
Vlčtejn
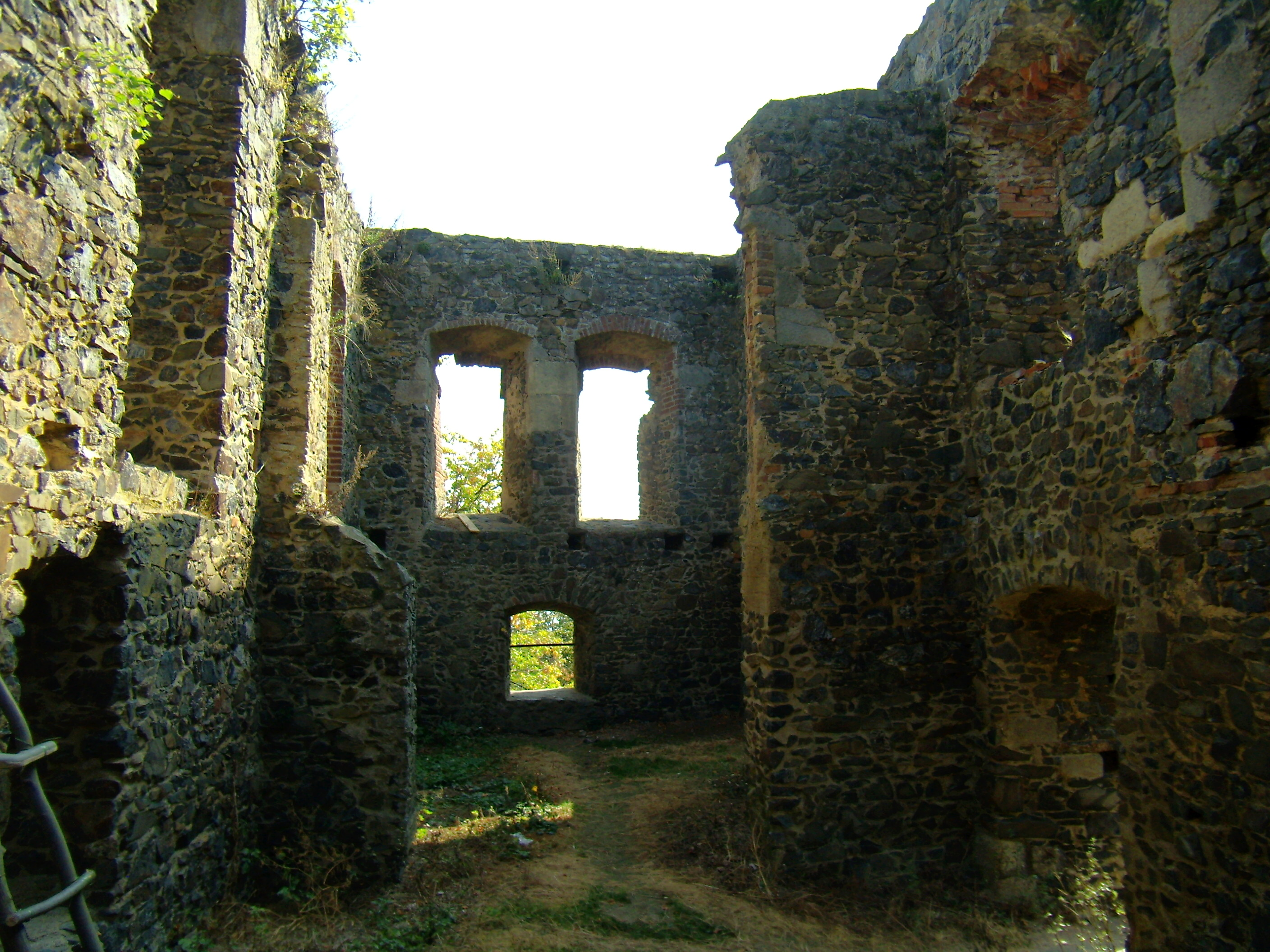
Vlčtejn